# Heodes athanagild
Heodes athanagild är en fjärilsart som beskrevs av Hans Fruhstorfer 1908. Heodes athanagild ingår i släktet Heodes och familjen juvelvingar. Inga underarter finns listade i Catalogue of Life.